# Фрумушика (Леовський район)
Фрумушика (рум. Frumușica, нім. Manukbejewka) — село в Леовському районі Молдови. Входить до складу комуни, центром якої є село Казанджик.